# María Vallet Regí
María Vallet Regí (Las Palmas de Gran Canaria, 19 d'abril de 1946) és una química i farmacèutica espanyola.
En 1974 va obtenir el doctorat en ciències químiques en la Universitat Complutense de Madrid. En 1990 és nomenada catedràtica de Química Inorgànica i directora del Departament de Química Inorgànica i Bioinorgànica de la Facultat de Farmàcia d'aquesta universitat.
En 2004 és nomenada Acadèmica de nombre de les Reial Acadèmia d'Enginyeria d'Espanya i de la Reial Acadèmia Nacional de Farmàcia en 2011.
Va realitzar una extensa labor investigadora, marcada per un clar enfocament multidisciplinari, plasmada en més de 550 publicacions científiques recollides en l'ISI web of knowledge, la majoria a les àrees de Química i Ciència de Materials. Segons el ISI, és l'espanyol de l'àrea de Ciència de Materials més citat en les dues últimes dècades.
Va formar part del Comitè Rector del Programa ‘Science for Peace’ de l'OTAN (1999-2005), el Comitè Nacional de la CNEAI (2004-2008), i ha estat Vicepresidenta de la Reial Societat Espanyola de Química (1999-2007).

## Premis i reconeixements
- Premi Franco-Espanyol 2000 de la Société française de chimie[7]
- Premi RSEQ 2008 en Química Inorgànica[8]
- Premi Nacional d'Investigació Leonardo Torres Quevedo en Enginyeries el 2008[9]
- Premi FEIQUE de Recerca 2011[10]
- Medalla d'Or de la RSEQ 2011
- FBSE Fellow of Biomaterials Science and Engineering, atorgat per la International Union of Societies, Biomaterials Science & Engineering
- Doctora Honoris causa per la Universitat del País Basc[11]
- Premi d'Investigació "Miguel Catalán" 2013[12]
- Doctora Honoris Causa per la Universitat Jaume I, Castelló, 2015.[13]
- Premi a la carrera distingida en Química 2016 de la Fundació Lilly, 2016.[14]